# زرنكش
زرنكش هي قرية في مقاطعة ميانة، إيران. عدد سكان هذه القرية هو 318 في سنة 2006.